# Anthemiolus
Anthemiolus († 471) war ein Sohn des weströmischen Kaisers Anthemius.
Über seine Person ist nur sehr wenig bekannt. In einer spätantiken gallischen Chronik, die ihn als einzige Quelle erwähnt, wird berichtet, dass Anthemiolus im Jahr 471 als Militärbefehlshaber (dux) im Auftrag seines Vaters gemeinsam mit dem comes stabuli Hermianus ein weströmisches Heer nach Südgallien gegen die Westgoten führte, um die wichtige Stadt Arelate zu entsetzen. Die kaiserliche Armee wurde aber nahe der Rhône von den Goten unter Eurich abgefangen und vernichtet, wobei auch Anthemiolus fiel. Es sollte das letzte Mal sein, dass ein größerer weströmischer Heeresverband in Gallien operierte. Der Verlust dieser Truppen schwächte auch Anthemius, gegen den sein eigener Heermeister Ricimer kurz darauf putschte und ihn 472 nach einem kurzen Bürgerkrieg hinrichten ließ.